# KrAZ-255
KrAZ-255 – radziecki sześciokołowy wojskowy samochód ciężarowy o ładowności 7,5 t, opracowany przez przedsiębiorstwo KrAZ w drugiej połowie lat 60. XX wieku. Ciężarówki te były używane m.in. w Armii Radzieckiej oraz Wojsku Polskim.
KrAZ-255 jest rozwinięciem modelu KrAZ-214. Pojazd przeznaczony jest do transportu ładunków i ludzi w każdym terenie.
KrAZ-255 powstał jako następca modelu KrAZ-214. Był szeroko wykorzystywany w Armii Radzieckiej, Wojsku Polskim oraz w innych krajach bloku wschodniego. Służył do transportu ładunków, ludzi, a także jako ciągnik dla ciężkich przyczep, w tym lawet z czołgami. Dzięki dużemu momentowi obrotowemu i solidnej konstrukcji sprawdzał się w budownictwie, górnictwie i przy wycince drzew. Był również używany do budowy mostów pontonowych i transportu rur.

## Dane techniczne

### Silnik
- V8 14,86 l (14860 cm³) JaMZ-238
- Moc maksymalna: 240 KM przy 2100 obr./min
- Maksymalny moment obrotowy: 883 Nm przy 1500 obr./min

### Osiągi
- Prędkość maksymalna: 71 km/h (załadowany)
- Średnie zużycie paliwa: 42,0 l / 100 km

### Inne
- Przekładnia mechaniczna, 5-biegowa JaMZ-236H
- Promień skrętu: 14,2 m
- Koła: 12.00-20 (320–508), 12.00R20 (320R508)
- Ładowność: 7500 kg
- Prześwit: 360 mm